# Sociología de la comunicación
La sociología de la comunicación es un área de la sociología que estudia las implicaciones socioculturales que nacen de la mediación simbólica, con particular atención a los medios de comunicación de masas (radio, cine, televisión, internet, etc.).
Estudiar los medios de comunicación significa examinar cómo el mismo mensaje mediático tiene, según el contexto cultural, económico y social, consecuencias distintas sobre los grupos sociales y los individuos.
Algunos de los principales sociólogos que han trabajado en esta área son:
- John Baptist Thompson
- Anthony Giddens
- Erving Goffman
- Alfred Schütz
- Jürgen Habermas
- Edward T. Hall

Aunque también se han recibido aportaciones de autores de matriz no sociológica como Sonia Livingstone o Samantha Humaran.
- Datos: Q1396881